# Les Impressions nouvelles
 (avril 2016).
Si vous disposez d'ouvrages ou d'articles de référence ou si vous connaissez des sites web de qualité traitant du thème abordé ici, merci de compléter l'article en donnant les références utiles à sa vérifiabilité et en les liant à la section « Notes et références ».
Les Impressions nouvelles (typographie commerciale : Les Impressions Nouvelles) sont une maison d'édition belge active dans les domaines de la littérature, de l'essai et de la bande dessinée.

## Historique
Fondées en 1985 par Marc Avelot, Jan Baetens et Benoît Peeters, Les Impressions nouvelles sont diffusées et distribuées depuis octobre 2007 en France, en Belgique, en Suisse et au Canada par Harmonia Mundi.

## Publications
- Bande dessinée : Fraise et Chocolat 1 et 2, Je ne verrai pas Okinawa et Buzz-moi de la dessinatrice Aurélia Aurita, L'Apprenti japonais et Le Rayon vert de Frédéric Boilet, La Cage de Martin Vaughn-James, ainsi que des essais comme le collectif Little Nemo : Un siècle de rêves, Dans la peau de Tintin de Jean-Marie Apostolidès, La Bande dessinée, mode d'emploi de Thierry Groensteen, Naissances de la bande dessinée de Thierry Smolderen, Chris Ware : La Bande dessinée réinventée de Jacques Samson et Benoît Peeters, et L'Association, une utopie éditoriale et esthétique du groupe Acmé.

- L'Âge d'or de la bande dessinée belge[1], Les Impressions nouvelles, Bruxelles, 6/01/2015
Scénario : Thierry Bellefroid, Didier Pasamonik, José-Louis Bocquet - Dessin : collectif - Couleurs : quadrichromie -  (ISBN 978-2-87449-232-7)Régine Rémon et Jean Pierre Hupkens, auteurs de préface - Couverture de Olivier Grenson.

- Romans et récits : La Voix dans le débarras de Raymond Federman, la série Les Petits Dieux et L'Extrême de Sandrine Willems, La Promesse faite à ma sœur de Joseph Ndwaniye, Vues sur la mer d'Hélène Gaudy et Ma robe n'est pas froissée de Corinne Hoex (prix Emma Martin et prix Indications du Jeune Critique 2008.
- Essais : L'Homme qui voulait classer le monde : Paul Otlet et le Mundaneum de Françoise Levie (prix du Parlement de la Communauté française 2007), L'Invention du scénario de Luc Dellisse, Naissance de l'éditeur de Pascal Durand et Anthony Glinoer, Faire voir et Sortir des camps, sortir du silence de Nathalie Heinich, Miss.Tic, femme de l'être de Christophe Genin et Ferran Adrià : L'Art des mets de Jean-Paul Jouary, La Dramaturgie et Construire un récit d'Yves Lavandier, Entretiens d’Alain Robbe-Grillet avec Benoît Peeters, premier DVD littéraire en France.

## Auteurs publiés
- Jean-Marie Apostolidès
- Aurélia Aurita
- Jan Baetens
- Jimmy Beaulieu
- Auguste Blanqui
- Frédéric Boilet
- Luc Dellisse
- Jacques Dubois
- Pascal Durand
- Raymond Federman
- Thierry Groensteen
- Nathalie Heinich
- Corinne Hoex
- Jean-Marie Klinkenberg
- Caroline Lamarche
- Emmanuelle Lambert
- Stéphane Lambert
- Yves Lavandier
- Françoise Levie
- Chantal Montellier
- Benoît Peeters
- Marie-Françoise Plissart
- Jacques Rancière
- Jean Ricardou
- Alain Robbe-Grillet
- Jean Rouaud
- Raoul Ruiz
- François Schuiten
- Gilles Sebhan
- Pierre Sterckx
- Henri Van Lier
- Martin Vaughn-James
- Chris Ware
- Katia Lanero Zamora